# Wolfratshauser Straße 139

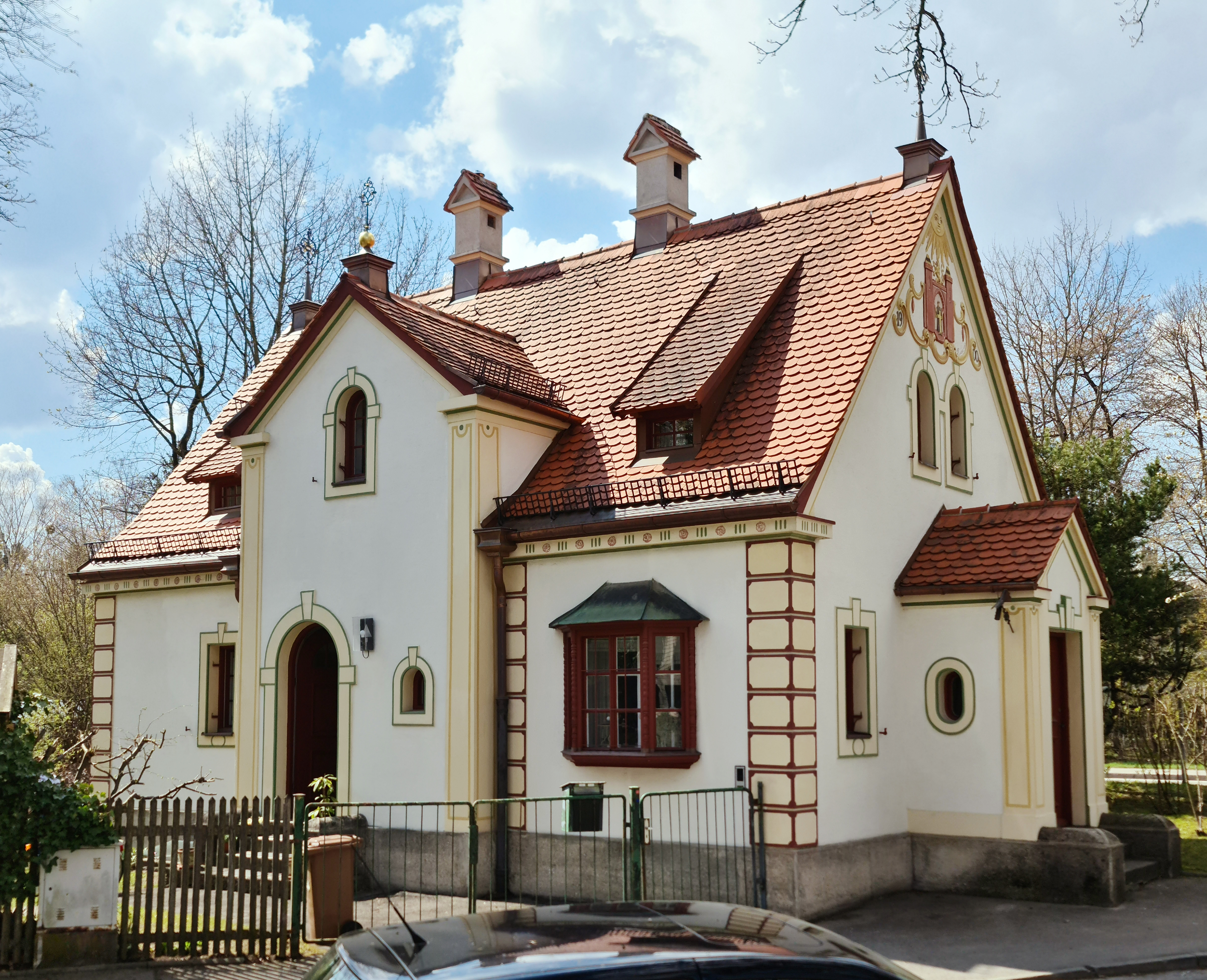
Wolfratshauser Straße 139

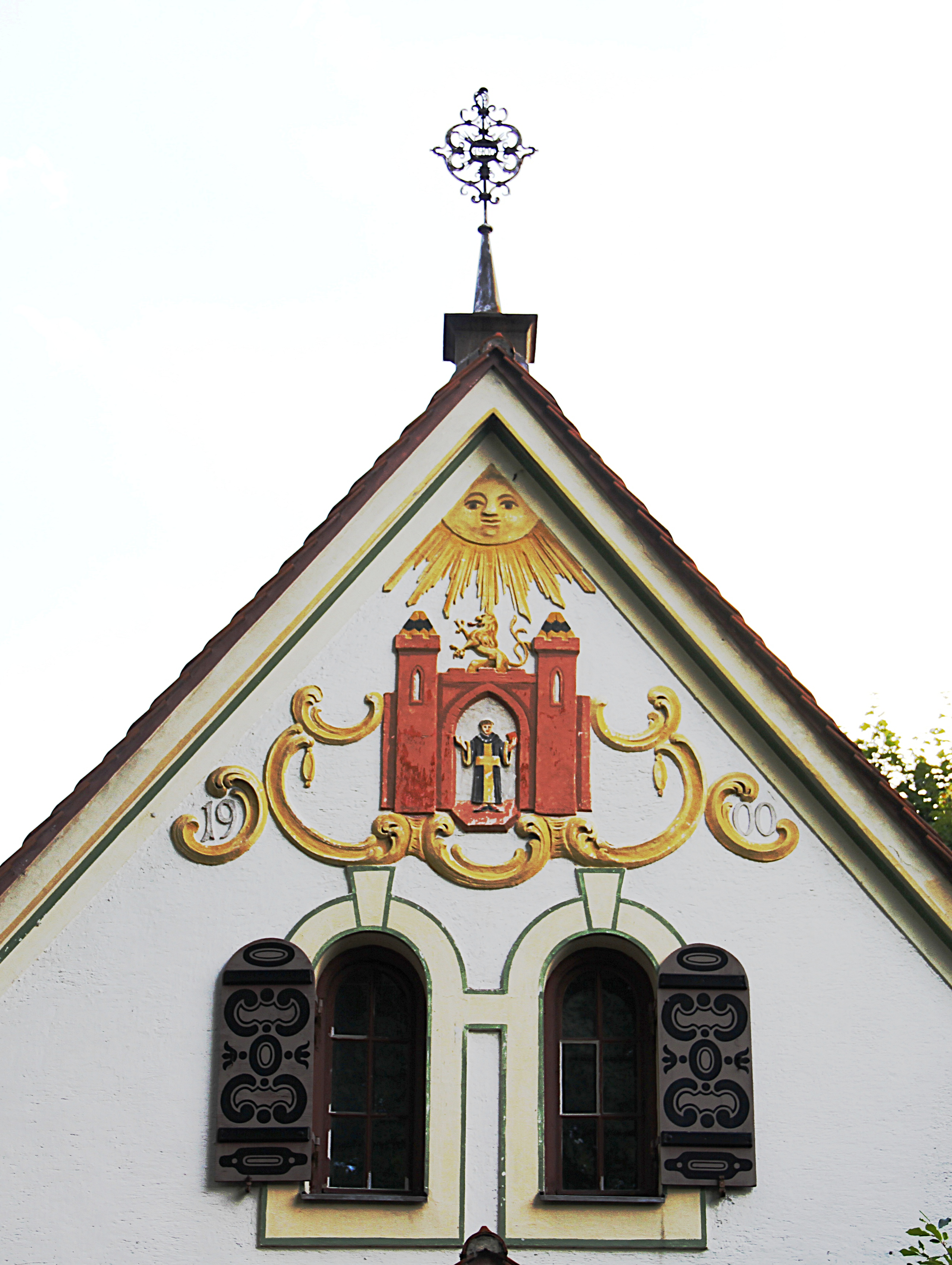
Das Münchner Stadtwappen am stadtseitigen Giebel des Zollhauses

Das Haus Wolfratshauser Straße 139 in München ist ein Wohnhaus, das früher als Zollhaus diente. Das Gebäude ist als Baudenkmal in die Bayerische Denkmalliste eingetragen.

## Lage
Das Haus liegt im Münchner Stadtteil Thalkirchen an der Einmündung der Großhesseloher Straße in die Wolfratshauser Straße. Knapp südlich des Hauses verläuft die Grenze zwischen den Stadtteilen Thalkirchen und Solln.

## Geschichte
Zwischen 1900, als Thalkirchen nach München eingemeindet wurde, und der Eingemeindung Sollns im Jahre 1938, war die Grenze zwischen den beiden jetzigen Stadtteilen Münchens die Außengrenze der Stadt München. Nahe dieser Grenze wurde 1900 nach einem Entwurf von Hans Grässel ein Zollhaus errichtet, an dem der Pflasterzoll bei der Einfahrt nach München zu entrichten war.

## Beschreibung
Das Haus ist eingeschossig mit einem steilen Satteldach. Der Giebel auf der Nordostseite hat einen kleinen Vorbau, hier war früher der Eingang zu der Zollstation. Ein Fenstererker an der Südostseite wurde wahrscheinlich auch als Schalter genutzt. Ebenfalls auf der Südostseite liegt ein zweiter Eingang in einem Mittelrisalit mit Giebel, der früher zu der Wohnung des Zollaufsehers führte. Heute wird das gesamte Haus als Wohnhaus genutzt.